# Lavernose-Lacasse
Lavernose-Lacasse è un comune francese di 2 716 abitanti situato nel dipartimento dell'Alta Garonna nella regione dell'Occitania.

## Società

### Evoluzione demografica
Abitanti censiti